# Murilo Costa
Murilo de Souza Costa, meglio conosciuto come Murilo (São José do Norte, 31 ottobre 1994), è un calciatore brasiliano, attaccante del Kyoto Sanga.

## Palmarès

### Club

#### Competizioni statali
- Campionato Gaúcho: 1

Internacional: 2014

#### Competizioni nazionali
- Segunda Liga: 1

Nacional: 2017-2018
- Coppa di Lega portoghese: 1

Braga: 2019-2020